# Alfa Centrum Białystok
Alfa Centrum Białystok – centrum handlowe, usytuowane u zbiegu ulic A. Mickiewicza i Świętojańskiej w Białymstoku.

## Działalność
Centrum handlowe zostało otwarte 15 października 2008 i było wówczas największym tego typu obiektem w województwie podlaskim.
Zbudowane zostało z zachowaniem zabytkowej części murów dawnej fabryki Beckera z 1895 r. Do 2006 roku budynek był zajmowany przez Fabrykę Wyrobów Runowych Biruna.
Budowę rozpoczęto w marcu 2007 roku. Inwestor, firma JWK-Invest, zburzył część budynków. Część budynków została natomiast odrestaurowana, m.in. zabytkowy budynek dawnego magazynu wyrobów gotowych, tzw. „Merkury” i budynek wozowni. Zostawiono również ślad po budynku wykańczalni. Stare budynki zostały wkomponowane w bryłę galerii.
Powierzchnia całkowita obiektu to 86 tys. m². Powierzchnia handlowo-usługowa to 35 tys. m². W obiekcie znajduje się 150 lokali handlowo-usługowych.
W podziemiach ulokowano parking na 800 miejsc.